# Sebastian Berhalter
Sebastian Berhalter (* 17. Mai 2001 in London, England) ist ein US-amerikanischer Fußballspieler.

## Karriere
Seine Jugend verbrachte er an der Crew Academy und war zudem für die North Carolina Tar Heels, das Team der University of North Carolina at Chapel Hill, aktiv. Zur ersten Mannschaft von Columbus kam er dann schließlich Ende Januar 2020. Dort bekam er dann durch die unterbrochene Saison, bedingt durch die COVID-19-Pandemie erst beim MLS-is-Back-Turnier beim 0:4-Sieg über den FC Cincinnati am 12. Juli 2020 seinen ersten Einsatz. Hier wurde er in der 77. Minute für Artur eingewechselt. In der regulären MLS-Saison folgte sein erster Einsatz schließlich am 21. August beim 3:0-Sieg über den Chicago Fire FC, in diesem Spiel stand er von Beginn an auf dem Platz und wurde schließlich in der 66. Minute für Luis Díaz ausgewechselt.
Zur Saison 2021 wechselte Berhalter für ein Jahr auf Leihbasis zum Ligakonkurrenten Austin FC, der in seine erste MLS-Spielzeit ging. Nach 18 Einsätzen verließ er das Franchise am Saisonende wieder.
Berhalter wechselte anschließend im Februar 2022 zum MLS-Verein Vancouver Whitecaps FC.

## Privates
Berhalter wurde 2001 in London geboren. Sein Vater ist der ehemalige US-amerikanische Nationalspieler und heutige Trainer von Chicago Fire, Gregg Berhalter, der in Deutschland sieben Jahre lang für Energie Cottbus und den TSV 1860 München spielte.